# Emil Glöckner

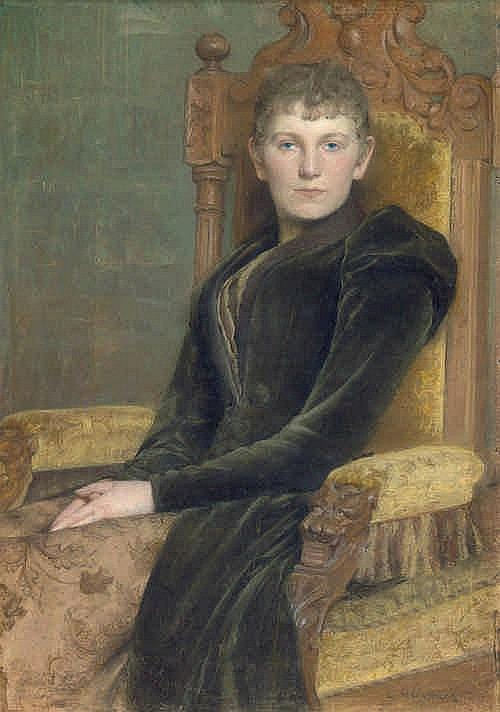
Bildnis einer sitzenden Dame im Samtkleid

Emil Gustav Adolf Glöckner (* 10. April 1868 in Dresden; † 1947) war ein deutscher Maler und Gebrauchsgraphiker.
Emil Glöckner begann seine Ausbildung als Maler an der Kunstgewerbeschule Dresden und setzte sie ab 1886 an der Dresdner Kunstakademie bei Friedrich Gonne und 1890 bis 1896 bei Ferdinand Wilhelm Pauwels fort. In der  Goppelner Landschafterschule in der Sächsischen Schweiz wurde er von Paul Baum und Carl Bantzer beeinflusst. Ab 1892 studierte er weiter an der Weimarer Kunstschule bei Max Thedy. 
Glöckner nahm ab 1888 an den Ausstellungen in der Dresdner Akademie teil. 1891 stellte er das Ölgemälde „Dryade“ aus. Ab 1896 wurde er als freischaffender Künstler tätig. Er malte sächsische Landschaften, weibliche Porträts und Akte sowie Genreszenen und Orientmotive.